# Pierre Bengtsson
Pierre Thomas Robin Bengtsson (født 12. april 1988 i Kumla) er en svensk professionel fodboldspiller, der spiller for Djurgården IF som venstre back. Han har tidligere spillet for bl.a. F.C. København, Mainz 05, SC Bastia og FC Nordsjælland. Bengtsson har tillige opnået 41 A-landskampe for det svenske fodboldlandshold.
Pierre Bengtsson er noteret for 284 kampe for F.C. København og er derved den udlænding, der har opnået flest kampe for klubben.

## Klubkarriere

### IFK Kumla
Pierre Bengtsson begyndte som ungdomsspiller i IFK Kumla.

### AIK
Bengtsson begyndte sin seniorkarriere i AIK i Stockholm i 2004. Han fik debut i august 2006 som 18-årig mod Östers IF på Råsunda Stadion. I november 2006 forlængede han kontrakten med klubben så den varede yderligere tre år. Efter 43 kampe i Allsvenskan over 3½ sæsoner skiftede Bengtsson den 1. september 2009 til danske FC Nordsjælland.

### FC Nordsjælland
Bengtsson fik debut for FC Nordsjælland den 23. september 2009 i en pokalkamp med AB og fik superligadebut den 4. oktober 2009 i et 3-6 nederlag til Brøndby IF.
I løbet af efteråret 2009 blev Bengsson fast starter for FCN som venstre back. Efter halvanden sæson og 39 kampe blev Bengtsson købt af F.C. København i vinterpausen 2010/11.

### F.C. København
Købet af Bengtsson blev offentliggjort den 27. januar 2011. FCK rådede på det tidspunkt over Oscar Wendt som fast starter på venstre back. Bengtsson opnåede imidlertid spilletid i 8 ud af 16 kampe i forårssæsonen 2011 inden Wendt blev solgt til Bundesligakluben Borussia Mönchengladbach. Bengtsson fik debut for F.C: København i sæsonens første kamp, da han den 22. februar 2011 blev skiftet ind efter Wendt i det 75. minut i Champions League-1/8-finalen mod Chelsea F.C.
Efter salget af Wendt i sommeren 2011 blev Bengtsson fast starter, og bortset fra en kortere periode, hvor Bryan Oviedo blev foretrukket på pladsen, spillede Bengtsson fast på pladsen.

### Mainz 05
Den 23. november 2014 blev det offentliggjort, at Mainz 05 havde indgået kontrakt med Bengtsson fra den 1. januar 2015 til sommeren 2018. Bengtssons kontrakt med FCK var udløbet, så Bengtsson skiftede på en fri transfer.

### F.C. København igen og lejeophold i Vejle BK
Den 17. maj 2017 blev det annonceret, at Pierre Bengtsson vendte tilbage til F.C. København efter sommerpausen på en 5-årig kontrakt gældende frem til sommeren 2022. Bengtson fik en del spilletid for F.C. København under sit andet ophold, men konkurrence om pladsen som venstre back fra bl.a. Bryan Oviedo, Nicolai Boilesen og Victor Kristiansen indebar, at Bengtsson ikke længere var fast starter.
Den første februar 2021 blev det offentliggjort, at Bengtsson blev udlejet til Vejle BK frem til sommeren 2021. Bengtsson opnåede 14 kampe for Vejle i halvsæsonen inden han vendte tilbage til FCK til efterårssæsonen 2021. Efter sin tilbagevenden i efterårssæsonen 2021 opnåede han fire kampe i UEFA-turneringer, en pokalkamp og tre superligakampe.
Den 23. januar 2022 blev det offentliggjort, at Bentsson skiftede til svenske Djurgården på en toårig aftale.
Bengtson opnåede 284 kampe for FCK og er den udlænding, der har opnået flest kampe for klubben. Han er sammen med Michael Mio Nielsen på en delt plads nr. fire på listen over spillere med flest kampe for klubben, kun overgået af William Kvist (425 kampe) og Hjalte Nørregaard (320 kampe) og Mathias Zanka Jørgensen (303 kampe). Han blev i FCK noteret for 47 assists, hvilket pr. 23. maj 2022 giver en delt andenplads på listen over FCK-spillere med flest assists; kun en enkelt efter listens nr. et, Zuma.

## Landsholdskarriere
Bengtsson har repræsenteret Sverige på diverse svenske ungdomslandshold, herunder U/21-landsholdet, hvor han opnåede 20 kampe.
Bengtson debuterede for Sveriges fodboldlandshold den 19. januar 2011 i en venskabskamp mod Botswana og har siden spillet en række kampe som A-landsholdsspiller. Han deltog for Sverige ved EM i fodbold 2020. Han har pr. januar 2022 opnået 41 A-landskampe.